# ギャレット・リスト
ギャレット・リスト（Garrett List、1943年9月10日  - 2019年12月27日、アリゾナ州フェニックス生まれ）は、アメリカのトロンボーン奏者、ボーカリスト、作曲家である。
1950年、彼は家族とともに南カリフォルニアに移住した。18歳のときには、クラシック音楽、ジャズ、ポップスを教え、演奏し、作曲するようになっていた。1965年にカリフォルニアを離れ、ニューヨークに定住するようになり、ジュリアード音楽院に通った。彼はイタリアの作曲家ルチアーノ・ベリオと指揮者のデニス・ラッセル・デイヴィスに出会い、ジュリアード・アンサンブルを結成した。このアンサンブルによって、彼はアンリ・プッスールとピエール・ブーレーズと出会うことができた。
1970年代にはフリー・ジャズに興味を持つようになり、ジョン・ケージ、フレデリック・ジェフスキー、スティーヴ・レイシー、ラ・モンテ・ヤングと出会った。彼はイタリアのバンド、ムジカ・エレットロニカ・ヴィヴァのメンバーでもあった。1981年、アンリ・プッスールが、リエージュ音楽院で即興のクラスを設立する際に彼を招聘した。彼の生徒には、ファブリツィオ・カッソル、ミシェル・マソット、アストン・キートン（別名アセトーネ）などがいる。彼は、マン・レイの映画や、フェルナン・レジェ、ハンス・リヒター、ポール・ゴンゼのために作品を書いている。

## ディスコグラフィ

### リーダー・アルバム
- Your Own Self (1972年、Opus One)
- American Images (1978年、Horo)
- Fire & Ice (1982年、Lovely Music)
- The Real Live Orchestra (1986年、Igloo)
- The Unbearably Light (1995年、Music for Treesasbl)
- The Voyage (1998年、Carbon 7)
- The New York Takes (1998年、Carbon 7)

### 参加アルバム
アンソニー・ブラクストン
- Creative Orchestra Music 1976 (1976年、Arista)
- Four Compositions (Solo, Duo & Trio) 1982/1988 (1989年、hatART)

ウィレム・ブロイカー
- Driebergen Zeist (1983年、BV Haast)
- To Remain (1989年、BV Haast)
- The Parrot (1996年、BV Haast)
- Kurt Weill (1998年、BV Haast)

ジョニー・コープランド
- Copeland Special (1981年、Demon)
- Texas Party (1995年、Orbis)

アーサー・ラッセル
- First Thought Best Thought (2006年、Audika)
- Love Is Overtaking Me (2008年、Audika)

その他
- モートン・フェルドマン : Morton Feldman (1994年、Edition)
- ケシャヴァン・マスラク : Keshavan Maslak (1977年、Atman)
- ムジカ・エレットロニカ・ヴィヴァ : United Patchwork (1978年、Horo)
- フレデリック・ジェフスキー : Attica/Coming Together/Les Moutons De Panurge (1974年、Opus One)
- マリアン・シュレーダー : Braxton & Stockhausen (1984年、hat ART)
- クリスチャン・ウォルフ : Ten Exercises (2006年、New World)
- ラ・モンテ・ヤング : Dream House 78' 17" (1974年、Shandar)